# Lipov
Lipov är en ort i Tjeckien.   Den ligger i regionen Södra Mähren, i den sydöstra delen av landet, 260 km sydost om huvudstaden Prag. Lipov ligger 228 meter över havet och antalet invånare är 1 560.
Terrängen runt Lipov är platt åt nordväst, men åt sydost är den kuperad. Runt Lipov är det ganska glesbefolkat, med 30 invånare per kvadratkilometer. Närmaste större samhälle är Veselí nad Moravou, 8,2 km nordväst om Lipov. Omgivningarna runt Lipov är en mosaik av jordbruksmark och naturlig växtlighet.